# Liste des aéroports canadiens par indicateur d'emplacement : CC
Cette liste d'aéroports reprend l'ordre alphabétique suivi par le « TC LID ». Le « TC LID » est le « lieu d'identification » donné par Transports Canada, représentant le nom et le lieu d'un aéroport. C'est une aide de direction pour aider la circulation aérienne, les télécommunications et les programmes d'ordinateur.
Le format des entrées est :
- Lieu d'identification (TC LID) - IATA - Nom de l'aéroport (nom alternatif) - Communauté de l'aéroport - Province

Les aéroports du Réseau national des aéroports sont en caractères gras.

## CA -Canada- CAN[1],[2]
| TC LID | IATA | Nom de l'aéroport                                               | Communauté               | Province                |
| ------ | ---- | --------------------------------------------------------------- | ------------------------ | ----------------------- |
| CCA2   |      | Hydroaérodrome New Germany                                      | New Germany              | Nouvelle-Écosse         |
| CCA3   |      | Village aéronautique Cable Head                                 | Cable Head               | Île-du-Prince-Édouard   |
| CCA6   |      | Aéroport Williams Harbour                                       | Williams Harbour         | Terre-Neuve-et-Labrador |
| CCB3   |      | Héliport Amherst                                                | Amherst                  | Nouvelle-Écosse         |
| CCB5   |      | Hydroaérodrome Goose (Otter Creek)                              | Happy Valley-Goose Bay   | Terre-Neuve-et-Labrador |
| CCC2   |      | Aéroport Winterland                                             | Winterland               | Terre-Neuve-et-Labrador |
| CCD2   |      | Aéroport Springdale                                             | Springdale               | Terre-Neuve-et-Labrador |
| CCD3   |      | Aéroport Woodstock (Nouveau-Brunswick)                          | Woodstock                | Nouveau-Brunswick       |
| CCD4   | YSO  | Aéroport Postville                                              | Postville                | Terre-Neuve-et-Labrador |
| CCE3   |      | Aéroport Juniper                                                | Juniper                  | Nouveau-Brunswick       |
| CCE4   | YBI  | Aéroport Black Tickle                                           | Black Tickle             | Terre-Neuve-et-Labrador |
| CCE5   |      | Héliport Canso (Eastern Memorial Hospital)                      | Canso                    | Nouvelle-Écosse         |
| CCE6   |      | Aérodrome Camden East                                           | Camden East              | Ontario                 |
| CCF4   |      | Aéroport Porters Lake                                           | Porters Lake             | Nouvelle-Écosse         |
| CCF6   |      | Aérodrome Edmonton/Morinville (Currie Field)                    | Morinville               | Alberta                 |
| CCF9   |      | Village aéronautique Scottsfield                                | Fredericton              | Nouveau-Brunswick       |
| CCG2   |      | Hydroaérodrome Lac Gobeil                                       | Lac Gobeil               | Québec                  |
| CCG3   |      | Village aéronautique Weyman                                     | Keswick River            | Nouveau-Brunswick       |
| CCG4   |      | Aéroport Moncton/McEwen                                         | Moncton                  | Nouveau-Brunswick       |
| CCH2   |      | Aérodrome Upper Kent                                            | Upper Kent               | Nouveau-Brunswick       |
| CCH3   |      | Héliport Canmore (Hospital)                                     | Canmore                  | Alberta                 |
| CCH4   | YHG  | Aéroport Charlottetown (Labrador)                               | Charlottetown (Labrador) | Terre-Neuve-et-Labrador |
| CCH5   |      | Héliport Montréal/Longueuil (Centre Hospitalier Pierre-Boucher) | Montréal                 | Québec                  |
| CCH6   |      | Héliport Summerside (Prince County Hospital)                    | Summerside               | Île-du-Prince-Édouard   |
| CCH7   |      | Héliport Québec/Capitale Hélicoptère                            | Québec                   | Québec                  |
| CCI9   | YCF  | Aéroport Cortes Island                                          | Cortes Island            | Colombie-Britannique    |
| CCJ3   |      | Aéroport Boston Brook                                           | Boston Brook             | Nouveau-Brunswick       |
| CCK2   |      | Héliport St. John's (Health Sciences Centre)                    | St. John's               | Terre-Neuve-et-Labrador |
| CCK3   |      | Aéroport Grand Falls                                            | Grand Falls              | Nouveau-Brunswick       |
| CCK4   |      | Aéroport St. Lewis (Fox Harbour)                                | St. Lewis                | Terre-Neuve-et-Labrador |
| CCK5   |      | Aérodrome Owen Sound (Cook Field)                               | Owen Sound               | Ontario                 |
| CCL2   |      | Village aéronautique Candle Lake                                | Candle Lake              | Saskatchewan            |
| CCL3   |      | Aérodrome Christina Lake                                        | Christina Lake           | Alberta                 |
| CCM3   |      | Aéroport Sevogle                                                | Sevogle River            | Nouveau-Brunswick       |
| CCM4   |      | Aéroport Port au Choix                                          | Port au Choix            | Terre-Neuve-et-Labrador |
| CCN2   |      | Aéroport Grand Manan                                            | Grand Manan              | Nouveau-Brunswick       |
| CCN4   |      | Aérodrome Conn                                                  | Conn                     | Ontario                 |
| CCP2   |      | Aéroport Exploits Valley (Botwood)                              | Botwood                  | Terre-Neuve-et-Labrador |
| CCP3   |      | Aérodrome Chute-Saint-Philippe                                  | Chute-Saint-Philippe     | Québec                  |
| CCP4   | YHA  | Aéroport Port Hope Simpson                                      | Port Hope Simpson        | Terre-Neuve-et-Labrador |
| CCP6   |      | Aérodrome Caniapiscau                                           | Caniapiscau              | Québec                  |
| CCQ3   |      | Aéroport Debert                                                 | Debert                   | Nouvelle-Écosse         |
| CCQ5   |      | Hydroaérodrome St. John's (Paddys Pond)                         | Saint-Jean               | Terre-Neuve-et-Labrador |
| CCR3   |      | Aéroport Florenceville                                          | Florenceville-Bristol    | Nouveau-Brunswick       |
| CCR5   |      | Héliport Cline River                                            | Cline River              | Alberta                 |
| CCR6   |      | Héliport Campbell River (E & B Helicopters)                     | Campbell River           | Colombie-Britannique    |
| CCR7   |      | Héliport Castor (Our Lady of the Rosary Hospital)               | Castor                   | Alberta                 |
| CCR8   |      | Hydroaérodrome Conne River                                      | Conne River              | Terre-Neuve-et-Labrador |
| CCS2   |      | Héliport Consort (Health Centre)                                | Consort                  | Alberta                 |
| CCS3   |      | Aéroport St. Stephen                                            | St. Stephen              | Nouveau-Brunswick       |
| CCS4   |      | Aéroport Chipman (Nouveau-Brunswick)                            | Chipman                  | Nouveau-Brunswick       |
| CCS5   |      | Aéroport Havelock                                               | Havelock                 | Nouveau-Brunswick       |
| CCS6   |      | Aéroport Courtenay (Smit Field)                                 | Courtenay                | Colombie-Britannique    |
| CCS7   |      | Héliport Chicoutimi (C. H. de Chicoutimi)                       | Chicoutimi               | Québec                  |
| CCT2   |      | Aéroport Cookstown                                              | Cookstown                | Ontario                 |
| CCT3   |      | Héliport Castlegar (Tarrys Convention Centre)                   | Castlegar                | Colombie-Britannique    |
| CCT5   |      | Hydroaérodrome South Brook                                      | South Brook              | Terre-Neuve-et-Labrador |
| CCV4   |      | Aéroport Bell Island                                            | Bell Island              | Terre-Neuve-et-Labrador |
| CCW3   |      | Aéroport Waterville/Kings County Municipal                      | Waterville               | Nouvelle-Écosse         |
| CCW4   |      | Aéroport Stanley                                                | Stanley                  | Nouvelle-Écosse         |
| CCW5   |      | Hydroaérodrome Thorburn Lake                                    | Thorburn Lake            | Terre-Neuve-et-Labrador |
| CCX2   |      | Héliport Long Pond                                              | Foxtrap                  | Terre-Neuve-et-Labrador |
| CCX3   |      | Aéroport Brockway                                               | Brockway                 | Nouveau-Brunswick       |
| CCX5   |      | Hydroaérodrome Wabush                                           | Wabush                   | Terre-Neuve-et-Labrador |
| CCX6   |      | Hydroaérodrome Comox                                            | Comox                    | Colombie-Britannique    |
| CCY3   |      | Aérodrome Sussex                                                | Sussex                   | Nouveau-Brunswick       |
| CCY4   |      | Village aéronautique East Gore Eco                              | East Gore                | Nouvelle-Écosse         |
| CCY5   |      | Héliport Edmundston (Regional Hospital)                         | Edmundston               | Nouveau-Brunswick       |
| CCZ2   | YRG  | Aéroport Rigolet                                                | Rigolet                  | Terre-Neuve-et-Labrador |
| CCZ3   |      | Aéroport Clarenville                                            | Clarenville              | Terre-Neuve-et-Labrador |
| CCZ4   |      | Aéroport Margaree                                               | Margaree                 | Nouvelle-Écosse         |
| CCZ5   |      | Aéroport Thorburn                                               | Thorburn                 | Nouvelle-Écosse         |
| CCZ9   |      | Héliport Shelburne (Roseway Hospital)                           | Shelburne                | Nouvelle-Écosse         |